# Virgichneumon dumeticola
Virgichneumon dumeticola là một loài tò vò trong họ Ichneumonidae.